# República Árabe Unida en los Juegos Olímpicos de Roma 1960
La República Árabe Unida estuvo representada en los Juegos Olímpicos de Roma 1960 por un total de 74 deportistas masculinos que compitieron en 12 deportes.

## Medallistas
El equipo olímpico obtuvo las siguientes medallas:
| Nombre                | Deporte            | Competición |
| --------------------- | ------------------ | ----------- |
| Oro                   |                    |             |
| —                     |                    |             |
| Plata                 |                    |             |
| Osman El-Sayed        | Lucha grecorromana | 52 kg M     |
| Bronce                |                    |             |
| Abdelmoneim El-Guindi | Boxeo              | –51 kg M    |